# Tijddilatatie
Tijddilatatie, tijdsdilatatie of tijdsrek (dilatatie = uitrekking) is het verschijnsel dat volgens een stationaire waarnemer de tijd van een bewegende waarnemer trager verloopt. Men onderscheidt tijddilatatie in verband met beweging, en die in verband met gravitatie: gravitationele tijddilatatie.

## Tijddilatatie in verband met beweging
Tijddilatatie in verband met beweging is het verschijnsel dat van twee ruimtetijdposities met in één inertiaalstelsel een gelijke ruimtelijke positie, de absolute waarde van het tijdsverschil in dat stelsel kleiner is dan in ieder ander inertiaalstelsel. (Meer algemeen volgt voor twee vaste ruimtetijdposities en verschillende inertiaalstelsels uit de lorentzinvariantie dat hoe groter de ruimtelijke afstand is, hoe groter het tijdsverschil in absolute waarde is.)
Tijddilatatie kan berekend worden aan de hand van de grootte van de snelheid in de loop van de reizen. Versnellingen hebben geen apart effect. Voor een reis in een rechte lijn heen en in een rechte lijn terug geldt dus dezelfde tijddilatatie ten opzichte van de tijd op de thuisbasis als het beschrijven van cirkelbanen met dezelfde snelheidsgrootte.
Het effect is uiterst gering bij alledaagse snelheden, maar wordt merkbaar als de snelheid de lichtsnelheid nadert. Het effect is het concreetst als twee personen of voorwerpen twee ontmoetingen met elkaar hebben, waarbij het tijdsverloop daartussen voor de een anders is dan voor de ander ("tweelingparadox"). Tijddilatatie wordt verklaard door de speciale relativiteitstheorie en kan eenvoudig afgeleid worden uit het gedachte-experiment met de lorentzklok.

### Afleiding van de formule
Tijddilatatie volgt uit de waarneming dat de lichtsnelheid voor alle waarnemers gelijk is.
Doordat de lichtsnelheid  {\displaystyle c} altijd dezelfde blijkt te zijn, worden snelheden van voorwerpen en licht niet bij elkaar opgeteld. Dus als een lichtbron op ons afkomt, is de lichtsnelheid niet groter dan als de bron van ons af beweegt of stil staat. Dit heeft gevolgen voor de tijd- en lengtemeting (tijddilatatie en lengtecontractie).
Beschouw een klok die bestaat uit twee spiegels A en B, waartussen een lichtflits op en neer gaat. De tussenafstand is {\displaystyle L}, en de klok tikt telkens als een van de spiegels, zeg A, bereikt wordt.

Volgens een waarnemer die bij de klok stilstaat gaat de lichtflits op en neer in een tijd 2L/c.

Volgens een waarnemer die naar links beweegt, moet het licht een langere weg afleggen met dezelfde snelheid dus kost het meer tijd, meer dan

In het stelsel waarin de klok in rust is, legt de lichtflits een afstand van {\displaystyle 2L} af. Dit kost een hoeveelheid tijd van
{\displaystyle \Delta t={\frac {2L}{c}}}
Maar vanuit het gezichtspunt (stelsel) van een waarnemer die met snelheid {\displaystyle v} naar links beweegt (diagram rechtsonder), legt de lichtflits een langere weg af, namelijk {\displaystyle 2D.} Omdat de lichtsnelheid constant bleek voor alle waarnemers, kost de route tussen de spiegels nu meer tijd, dus deze klok loopt volgens de bewegende waarnemer langzamer.
De totale tijd op en neer tussen de spiegels wordt:
{\displaystyle \Delta t'={\frac {2D}{c}}.}
Tijdens de op- en neergaande beweging van het licht is de waarnemer horizontaal over een afstand {\displaystyle v\Delta t'} opgeschoven. Het licht beweegt op en neer langs de lange, schuine zijden van twee rechthoekige driehoeken met andere zijden {\displaystyle {\tfrac {1}{2}}v\Delta t'} en {\displaystyle L}. De lengte van de halve weg wordt met de stelling van Pythagoras
{\displaystyle D={\sqrt {\left({\tfrac {1}{2}}v\Delta t'\right)^{2}+L^{2}}}.}
Invullen van {\displaystyle D} geeft na omwerken:
{\displaystyle \Delta t'={\frac {2L/c}{\sqrt {1-v^{2}/c^{2}}}}},
waaruit met definitie van {\displaystyle \Delta t={\frac {2L}{c}}} volgt dat
{\displaystyle \Delta t'={\frac {\Delta t}{\sqrt {1-v^{2}/c^{2}}}}.}
Omdat {\displaystyle v} kleiner is dan {\displaystyle c} en daardoor {\displaystyle {\frac {1}{\sqrt {1-v^{2}/c^{2}}}}} groter is dan 1, wordt {\displaystyle \Delta t'} groter dan {\displaystyle \Delta t}. Een bewegende waarnemer ziet de klok langzamer lopen.

### Grootte van het effect
De tijddilatatie kan rechtstreeks worden afgeleid uit de formules voor de lorentztransformatie. Uit de lorentztransformatie volgt voor de relatie tussen de tijdsduur {\displaystyle \Delta t'} die, volgens de waarnemer, door het bewegende object ervaren wordt en de tijdsduur {\displaystyle \Delta t} die de waarnemer ervaart:
{\displaystyle \Delta t'={\frac {\Delta t}{\sqrt {1-v^{2}/c^{2}}}}={\gamma }{\Delta }t}
Daarin is
{\displaystyle \gamma ={\frac {1}{\sqrt {1-v^{2}/c^{2}}}}}
de lorentzfactor. Omdat {\displaystyle 0<v^{2}<c^{2}}, is de lorentzfactor groter dan 1. Hieruit volgt:
{\displaystyle \Delta t'>\Delta t},
dus de tijd van het bewegende object verloopt trager dan de tijd van de waarnemer. Om het onderscheid te maken met de tijd gemeten door stilstaande waarnemers, noemt men {\displaystyle \Delta t'} ook wel de eigentijd van de bewegende waarnemer.
Bij snelheden in wat gemakshalve het dagelijks leven (onder aardse omstandigheden) genoemd kan worden, is dit effect zeer klein. Het kan dan alleen met zeer nauwkeurige klokken gemeten worden. In de buurt van de lichtsnelheid wordt het effect echter merkbaar groot, en het neemt asymptotisch toe bij het naderen van de lichtsnelheid. Als de lichtsnelheid bereikt zou worden, zou de tijd van het object volgens de waarnemer stilstaan. Voor een object (met een zekere massa) is dat echter onmogelijk, omdat het oneindig veel energie zou vergen.
Voorbeeld: een stilstaand muon (elementair deeltje) heeft een vervaltijd van {\displaystyle \Delta t=2{,}20\times 10^{-6}} seconden. Echter, alleen wie met een bewegend muon meereist, meet deze vervaltijd. Voor iemand die op aarde staat is de vervaltijd van muonen, die met een snelheid {\displaystyle v=0{,}994c} door de dampkring bewegen, circa 9,14 maal zo lang ({\displaystyle \Delta t'}) (zie ook Experimentele verificatie hieronder).
{\displaystyle \Delta t'={\frac {\Delta t}{\sqrt {1-v^{2}/c^{2}}}}={\frac {\Delta t}{\sqrt {1-0{,}994^{2}}}}={\frac {\Delta t}{\sqrt {0{,}01196}}}={\frac {\Delta t}{0{,}1094}}=9{,}14\Delta t}
Voor een waarnemer op Aarde legt een muon een afstand van 10 km af in 34 μs, maar in eigentijd duurt het slechts 3,7 μs.

### Wederkerigheid
De relativiteitstheorie gaat ervan uit dat alle snelheden (behalve de lichtsnelheid c) relatief zijn. Dus terwijl de eerste waarnemer ervan overtuigd is dat de klok van de tweede te traag loopt, vindt de tweede waarnemer datzelfde van de klok van de eerste.
Dit klinkt onmogelijk, maar het kan wel, doordat ook het begrip gelijktijdigheid relatief is. Voor de ene waarnemer is bijvoorbeeld het moment dat zijn klok 1 uur aangeeft, gelijktijdig met het moment dat de klok van de ander een half uur aangeeft – de ander zou dus vertraagde tijd hebben. Maar volgens de ander was dat moment, waarop zijn klok een half uur aangaf, juist gelijktijdig met het moment waarop de klok van de eerste een kwartier aangaf – dus díe had vertraagde tijd. Wie van de twee "gelijk" heeft is op geen enkele manier na te gaan, want de genoemde klokaflezingen gebeuren op verschillende plaatsen. Ook met licht- of radiosignalen is het niet objectief vast te stellen, want die signalen doen ook enige tijd over het afleggen van de afstand. Over die afstand, en daarmee de tijd die het signaal erover doet, zouden de waarnemers het evenmin eens worden.
Ter illustratie van de tijddilatatie in relatie met versnelling heeft Albert Einstein de tweelingparadox bedacht. Dit is een gedachte-experiment waarbij twee waarnemers van elkaar te zien krijgen dat de tijd van de ander vertraagd is. Doordat echter slechts één van beiden minstens één keer ook echt een flinke versnelling doormaakt ontstaat er vanwege deze asymmetrie tussen beide betrokkenen toch wel degelijk een verschil in leeftijd.

## Gecombineerd snelheids- en gravitatie-effect op en om een centraal lichaam
De schwarzschildmetriek wordt gegeven door 
{\displaystyle c^{2}\mathrm {d} \tau ^{2}=\left(1-{\frac {r_{s}}{r}}\right)c^{2}\mathrm {d} t^{2}-{\frac {\mathrm {d} r^{2}}{1-{\frac {r_{s}}{r}}}}-r^{2}(\mathrm {d} \theta ^{2}+\sin ^{2}\theta \,\mathrm {d} \varphi ^{2})}
Hierbij is {\displaystyle \tau } de eigentijd van een plaatselijk testdeeltje, {\displaystyle t} de coördinaattijd {\displaystyle t} (de tijd zonder snelheids- en gravitatie-effect), {\displaystyle r} de radiële parameter en {\displaystyle \theta } en {\displaystyle \phi } de azimutale en polaire hoek, en
{\displaystyle r_{s}={\frac {2GM}{c^{2}}}} (de schwarzschildstraal)
met {\displaystyle G} de gravitatieconstante en {\displaystyle c} de lichtsnelheid.
In het geval van een centraal lichaam geldt dus zonder radiale snelheid (bijvoorbeeld op Aarde of in een cirkelbaan eromheen), en bij benadering ook met radiale snelheid:
{\displaystyle {\frac {\mathrm {d} \tau }{\mathrm {d} t}}={\sqrt {1-{\frac {2U}{c^{2}}}-{\frac {v^{2}}{c^{2}}}}}}
Daarin is:
{\displaystyle U=GM/r}, de absolute waarde van de zwaartekrachtpotentiaal
{\displaystyle v} de snelheid
Bij een snelheid die veel kleiner is dan de lichtsnelheid, geeft dit een relatieve afwijking van de coördinaattijd (negatief omdat de tijd langzamer gaat) van ongeveer
{\displaystyle -{\frac {U}{c^{2}}}-{\frac {v^{2}}{2c^{2}}}}
(Bij een cirkelbaan is het effect van de gravitatieput dus tweemaal zo groot als dat van de snelheid.)
Stilstaand op Aarde is dit
{\displaystyle -{\frac {U_{A}}{c^{2}}}}
waarin:
{\displaystyle U_{A}=GM_{A}/r_{A}}, de absolute waarde van de zwaartekrachtpotentiaal op het aardoppervlak
met
{\displaystyle r_{A}} de straal van de Aarde
{\displaystyle M_{A}} de massa van de Aarde
Hieruit volgt dat de normale tijd op Aarde ongeveer 20 ms/jaar vertraagd is door de gravitatie, ten opzichte van de coördinaattijd.
Vergelijking van de tijd op verschillende hoogtes op Aarde, en in banen om de Aarde, met de normale tijd op Aarde, geeft een relatieve afwijking (positief als de tijd sneller gaat, negatief als de tijd langzamer gaat) van ongeveer
{\displaystyle {\frac {(U_{A}-U)}{c^{2}}}-{\frac {v^{2}}{2c^{2}}}}
Voor een cirkelbaan is dit:
{\displaystyle {\frac {U_{A}}{c^{2}}}-{\frac {3v^{2}}{2c^{2}}}={\frac {GM_{A}}{c^{2}}}\left({\frac {1}{r_{A}}}-{\frac {3}{2r}}\right)}
In LEO gaat de tijd ongeveer 10 ms/jaar langzamer. Bij een hogere cirkelbaan is deze vertraging minder door de lagere snelheid, maar bovendien doordat de kleinere invloed van de gravitatie een groeiend tegengesteld effect heeft. Op 3000 km hoogte (namelijk in het algemeen op een hoogte van de helft van de straal van het centrale lichaam) heffen de beide effecten elkaar op. In hogere banen gaat de tijd sneller, tot 20 ms/jaar sneller in het oneindige (geen vertraging meer ten opzichte van de coördinaattijd).
Anders dan bij ruimtevaartuigen die elkaar alleen maar passeren en niet meer herenigd worden, is er bij een cirkelbaan geen symmetrische situatie. Terug op Aarde is de astronaut daadwerkelijk iets minder verouderd dan degenen die op Aarde bleven, of, als hij in een hoge baan had gevlogen, iets meer verouderd. Bij ruimtereizen in het algemeen is snellere veroudering dan op Aarde maar zeer beperkt mogelijk, maar het minder snel oud worden dan op Aarde kan in theorie aanzienlijk zijn, zoals in een lage baan om een centraal lichaam met een zeer hoge massa. Bij een cirkelbaan:
{\displaystyle {\frac {\mathrm {d} t_{\text{E}}}{\mathrm {d} t_{\text{c}}}}={\sqrt {1-{\frac {3GM}{2rc^{2}}}}}}

### Geodeet
Een wereldlijn volgt een geodeet. In het geval van een puntmassa zonder lading en zonder impulsmoment, en zonder andere krachten dan gravitatie, geldt voor radiale bewegingen
{\displaystyle c^{2}\mathrm {d} \tau ^{2}=\left(1-{\frac {r_{s}}{r}}\right)c^{2}\mathrm {d} t^{2}-{\frac {\mathrm {d} r^{2}}{1-{\frac {r_{s}}{r}}}}}
De wereldlijn tussen twee gegeven ruimtetijdposities is zo dat de eigentijd het langst is. Dit is het geval als de totale tijddilatatie het kleinst is. De tijddilatatie in verband met beweging is het kleinst bij constante snelheid. De tijddilatatie in verband met gravitatie (ten opzichte van coördinaattijd) is daarentegen het kleinst als het object zich zo lang mogelijk zo hoog mogelijk bevindt.

#### Aardoppervlak

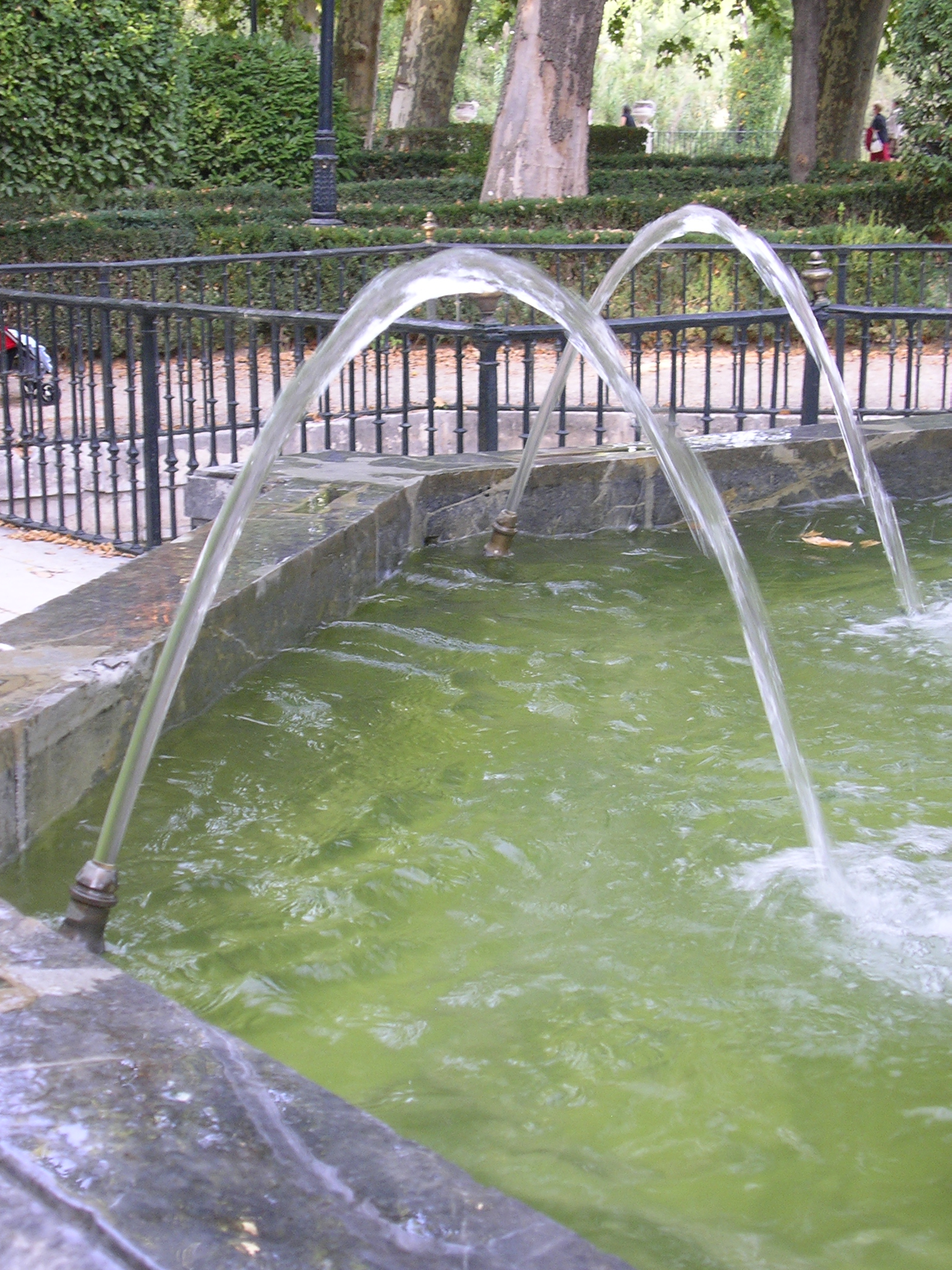
Het water volgt een pad tussen twee gegeven ruimtetijdposities zo dat de tijddilatatie het kleinst is.

Als voorbeeld bekijken we verticale, niet extreem snelle, bewegingen bij het aardoppervlak, met geen andere krachten dan gravitatie. Er geldt bij benadering:
{\displaystyle c^{2}\mathrm {d} \tau ^{2}=\left(c^{2}-{\frac {2GM}{r}}\right)\mathrm {d} t^{2}-\mathrm {d} r^{2}}
{\displaystyle \tau =\int \left(1-{\frac {U}{c^{2}}}-{\frac {v^{2}}{2c^{2}}}\right)\mathrm {d} t}
De tijddilatatie in verband met gravitatie (ten opzichte van coördinaattijd) is op het aardoppervlak 690 ps/s ({\displaystyle U/c^{2},} met de potentiële energie {\displaystyle U=} 62 MJ/kg, en de energie van massa gelijk aan 90 PJ/kg, waarbij P = peta). Per meter hoogteverschil is dit 109 as/s (a = atto). De tijddilatatie in verband met beweging is een fractie gelijk aan de helft van het kwadraat van de snelheid als fractie van de lichtsnelheid, dus bij 1 m/s is dit 5,56 as/s.
Met {\displaystyle z} de verticale coördinaat (naar boven positief), {\displaystyle g} de valversnelling en {\displaystyle t_{0}} de tijd op {\displaystyle z=0,} geldt bij benadering voor {\displaystyle z=0:}
{\displaystyle c^{2}\mathrm {d} \tau ^{2}=(c^{2}+2gz)\mathrm {d} t_{0}^{2}-dr^{2}}
{\displaystyle \tau =\int \left(1+{\frac {gz}{c^{2}}}-{\frac {v^{2}}{2c^{2}}}\right)\mathrm {d} t_{0}}
De extra eigentijd (die gemaximaliseerd wordt) ten opzichte van stilstand op {\displaystyle z=0} is dan bij benadering gelijk aan {\displaystyle \int \left(gz-{\tfrac {1}{2}}v^{2}\right)\mathrm {d} t} (het tegengestelde van de lagrangiaan), maal {\displaystyle 1/c^{2}=11,1as^{2}/m^{2}}. De euler-lagrange-vergelijking geeft als oplossing de constante versnelling {\displaystyle -g.}

##### Val
Bekijk een val van 1 seconde (4,9 meter). De wereldlijn is een middenweg tussen constante snelheid en zo lang mogelijk zo hoog mogelijk blijven, namelijk een (nagenoeg) constante versnelling. In totaal is de daadwerkelijke extra tijddilatatie vergeleken met op de bovenste positie blijven 178 + 178 = 356 as, terwijl dit bijvoorbeeld bij constante snelheid 267 + 133 = 400 as zou zijn.

##### Overige bewegingen en stilstand
Stilstand gedurende enige tijd is niet mogelijk, want in dezelfde tijd omhoog gaan en weer terugvallen geeft een kleinere tijddilatatie, doordat dan de kleinere tijddilatatie op een grotere hoogte een sterker effect heeft dan de tijddilatatie in verband met beweging.
Omlaag gaan en dan weer terug naar boven is ook niet mogelijk, want de tijddilatatie is dan nog groter dan bij stilstand. Alle bewegingen bestaan (inclusief extrapolatie naar het verleden) uit omhoog gaan en terugvallen.

## Experimentele verificatie
Tijddilatatie is meer dan een theoretische constructie. Men heeft experimenteel aangetoond dat het effect echt bestaat:
- Zoals boven vermeld bereiken door de tijddilatatie veel meer muonen het aardoppervlak dan anders het geval zou zijn. Een dergelijk gedocumenteerd experiment werd in 1941 uitgevoerd door de natuurkundigen D. Hall en Bruno Rossi, op twee verschillende hoogtelocaties bij Mount Washington in het noordoosten van de Verenigde Staten (hoogteverschil bijna 2000m). In 1963 werd dit experiment herhaald door de Amerikanen David H. Frisch en James H. Smith die hun werk op film vastlegden.
 Op de website hyperphysics staat een dergelijke berekening met een vergelijking van de waarnemingen in de stelsels van het inval en de waarnemer op aarde.[5]
- Op aarde kan dit effect met een deeltjesversneller waargenomen worden; elementaire deeltjes kunnen met behulp van elektrische velden gemakkelijk tot dicht bij de lichtsnelheid versneld worden.
- Men heeft snelle vliegtuigen uitgerust met zeer nauwkeurige atoomklokken. Na een reis rond de aarde bleken de klokken iets minder tijdsduur gemeten te hebben dan klokken die op aarde waren gebleven.